# Єлізаров Антон Олегович
Антон Олегович Єлізаров (рос. Антон Олегович Елизаров; нар. 1 травня 1981, Ростовська область) — російський офіцер і найманець, капітан запасу ЗС РФ. Відомий під позивний «Лотос». Герой Російської Федерації.

## Біографія
В 1998 році закінчив Ульянівське гвардійське суворовське військове училище, в 2003 році — Рязанське повітрянодесантне командне училище за спеціальністю «експлуатація багатоцільової гусеничної і колісної техніки», після чого був направлений в 7-му повітрянодесантну дивізію і призначений командиром взводу, потім — роти 108-го десантно-штурмового полку. Пізніше був переведений в 10-у окрему бригаду спеціального призначення і призначений командиром групи спецпризначення. Учасник збройного конфлікту на Північному Кавказі.
В 2014 році звільнений з армії після винесення вироку Краснодарського гарнізонного військового суду за шахрайство під час приватизації квартири. Засуджений до трьох років умовно і штрафу 100 000 рублів. Пізніше подав до суду на Міністерство оборони, але справу програв і був виселений із квартири у 2016 році.
В 2016 році вступив у ПВК «Вагнер». Учасник бойових дій в Сирії, Лівії та Центральній Африці, командир штурмового загону. З 24 лютого 2022 року бере участь у вторгненні в Україну. Воював під Попасною, Сєвєродонецьком, Лисичанськом і Вуглегірською ТЕС, а на початку 2023 року — під Соледаром.
Після загибелі Євгена Пригожина 23 серпня 2023 року з'явились чутки, що Єлізаров очолив ПВК «Вагнер». 26 серпня на офіційному Telegram-каналі ПВК було опубліковане спростування цих чуток.

## Санкції
25 лютого 2023 року, на тлі вторгнення Росії в Україну, внесений до списку санкцій усіх країн Європейського Союзу як найманець ПВК «Вагнер», відповідальний за координацію та планування операцій, а також за розгортання найманців та участі «в агресивній війні Росії проти України». За аналогічними підставами перебуває під санкціями Швейцарії, України, Японії та Нової Зеландії.

## Нагороди
- Звання «Герой Донецької Народної Республіки» (2022)
- Звання «Герой Луганської Народної Республіки» (2022)
- Звання «Герой Російської Федерації» (2022) — «за мужність і героїзм, проявлені під час виконання бойових завдань».